# بريسك
بريسك Brisk هي علامة تجارية للشاي المثلج والعصائر، تدار بالشراكة بين بيبسي وليبتون، وهي شراكة عقدت في عام 1991 بين شركة بيبسيكو وشركة يونيليفر.
في عام 2012 أعلنت شركة بيبسيكو تخطي أرباح بريسك حاجز المليار دولار، مما يجعله أحد العلامات التجارية التابعة لبيبسيكو التي تجمع أرباح إجمالية قدرها 22 مليار دولار.